# Kneria katangae
Kneria katangae is een straalvinnige vissensoort uit de familie van de oorvissen (Kneriidae). De wetenschappelijke naam van de soort is voor het eerst geldig gepubliceerd in 1976 door Poll.